# Rajgarh (Dhar)
Rajgarh è una suddivisione dell'India, classificata come nagar panchayat, di 15.610 abitanti, situata nel distretto di Dhar, nello stato federato del Madhya Pradesh. In base al numero di abitanti la città rientra nella classe IV (da 10.000 a 19.999 persone).

## Geografia fisica
La città è situata a 22° 40' 15 N e 74° 57' 36 E.

## Società

### Evoluzione demografica
Al censimento del 2001 la popolazione di Rajgarh assommava a 15.610 persone, delle quali 7.990 maschi e 7.620 femmine. I bambini di età inferiore o uguale ai sei anni assommavano a 2.513, dei quali 1.327 maschi e 1.186 femmine. Infine, coloro che erano in grado di saper almeno leggere e scrivere erano 9.881, dei quali 5.714 maschi e 4.167 femmine.